# Koning Jan (toneelstuk)

The death of King John, in 1865 opgevoerd in het Drury Lane Theatre in Londen.

Koning Jan (Engelse titel: The Life and Death of King John) is een historisch stuk van William Shakespeare dat zich afspeelt ten tijde van het koningschap van koning John (Jan zonder Land) (1199–1216), zoon van Hendrik II van Engeland en Eleonora van Aquitanië en vader van Hendrik III van Engeland. Het stuk is waarschijnlijk geschreven omstreeks 1595 maar werd pas gepubliceerd in de First Folio van 1623.

## Shakespeares bronnen
Shakespeares stuk is nauw verwant aan een eerder historiestuk, The Troublesome Reign of King John uit ca. 1589 en gedrukt in 1591. De consensus onder wetenschappers is dat het vroegste stuk zowel model als bron is geweest voor Shakespeare. Sommige onderzoekers, onder wie Peter Alexander en E. A. J. Honigmann vragen zich echter af of The Troublesome Reign niet Shakespeares eigen stuk is geweest dat hij dan nadien midden jaren 1590 heeft herwerkt. In dat geval zou het eerste stuk mogelijk een 'bad quarto' geweest zijn, een door acteurs op geheugen samengestelde reconstructie. Kandidaten die voorgedragen werden als mogelijke (co)auteur van The Troublesome Reign zijn behalve Shakespeare zelf: Christopher Marlowe, Robert Greene, Thomas Lodge en George Peele. Tot hiertoe werd aangaande het auteurschap geen overeenstemming bereikt.
Andere voor de hand liggende bronnen kunnen Holinshed's Chronicles, John Foxe's Acts and Monuments en Matthew Paris' Historia Maior geweest zijn.

## Datum en tekst
Uit de lijst die Francis Meres in 1598 publiceerde over Shakespeares toneelstukken, weten we dat King John al in dat jaar bestond. De vroegst bekende opvoering was in 1737, geproduceerd door een zekere John Rich in het Theatre Royal, Drury Lane. Van eerdere voorstellingen is geen spoor. In 1745, het jaar van de opstand der Jacobieten, vonden tegelijk enkele elkaar beconcurrerende opvoeringen plaats in Covent Garden (door Colley Cibber) en in Drury Lane (door David Garrick). De uit 1823 daterende productie van Charles Kemble viel op door de historische accuratesse. Sindsdien bleef King John een van Shakespeares minst opgevoerde stukken.
Stanley Wells en Gary Taylor, uitgevers van The Oxford Edition van The Complete Works, stellen dat Shakespeare het stuk schreef in  1595 of 1596..

## Personages
- Koning Jan, (Jan zonder Land)
- Prins Hendrik, zoon van de koning, de latere Hendrik III)
- Arthur, hertog van Bretagne, (Arthur I van Bretagne), neef van de koning
- Graaf van Pembroke, (graaf van Pembroke)
- Graaf van Essex, (graaf van Essex)
- Graaf van Salisbury, (William Longespée)
- Lord Bigot
- Hubert, een volgeling van de koning, (Hubert de Burgh)
- Robert Faulconbridge, wettige zoon van Lady Faulconbridge
- Filip Faulconbridge, ook wel Filip de bastaard genoemd, zijn halfbroer (ook Richard genoemd, onwettige zoon van koning Richard I van Engeland bij Lady Faulconbridge) (Filips van Cognac)[5]
- James Gurney, kamerdienaar van Lady Faulconbridge.
- Peter van Pomfret, een profeet

- Koning Filips van Frankrijk, (Filips, koning van Frankrijk)
- Lodewijk de dauphin (de latere Lodewijk VIII van Frankrijk), kroonprins en zoon van de Franse koning
- Lymoges, hertog van Oostenrijk
- Kardinaal Pandulf, de Pauselijke legaat van Paus Innocentius III
- Melun, een Franse burggraaf
- Chatillon, ambassadeur in Frankrijk voor koning Jan
- Koningin Eleonora, (Eleonora van Aquitanië), weduwe van Hendrik II, moeder van de koning
- Lady Constance, (Constance van Bretagne), weduwe van Godfried II van Bretagne (Jans oudere broer) en moeder van Arthur
- Lady Blanca van Spanje, (Blanca van Castilië), dochter van koning Alfons VIII van Castilië, nicht van koning Jan
- Lady Faulconbridge, weduwe van Sir Robert Faulconbridge
- Lords, herauten, officieren, soldaten, enz.

## Synopsis

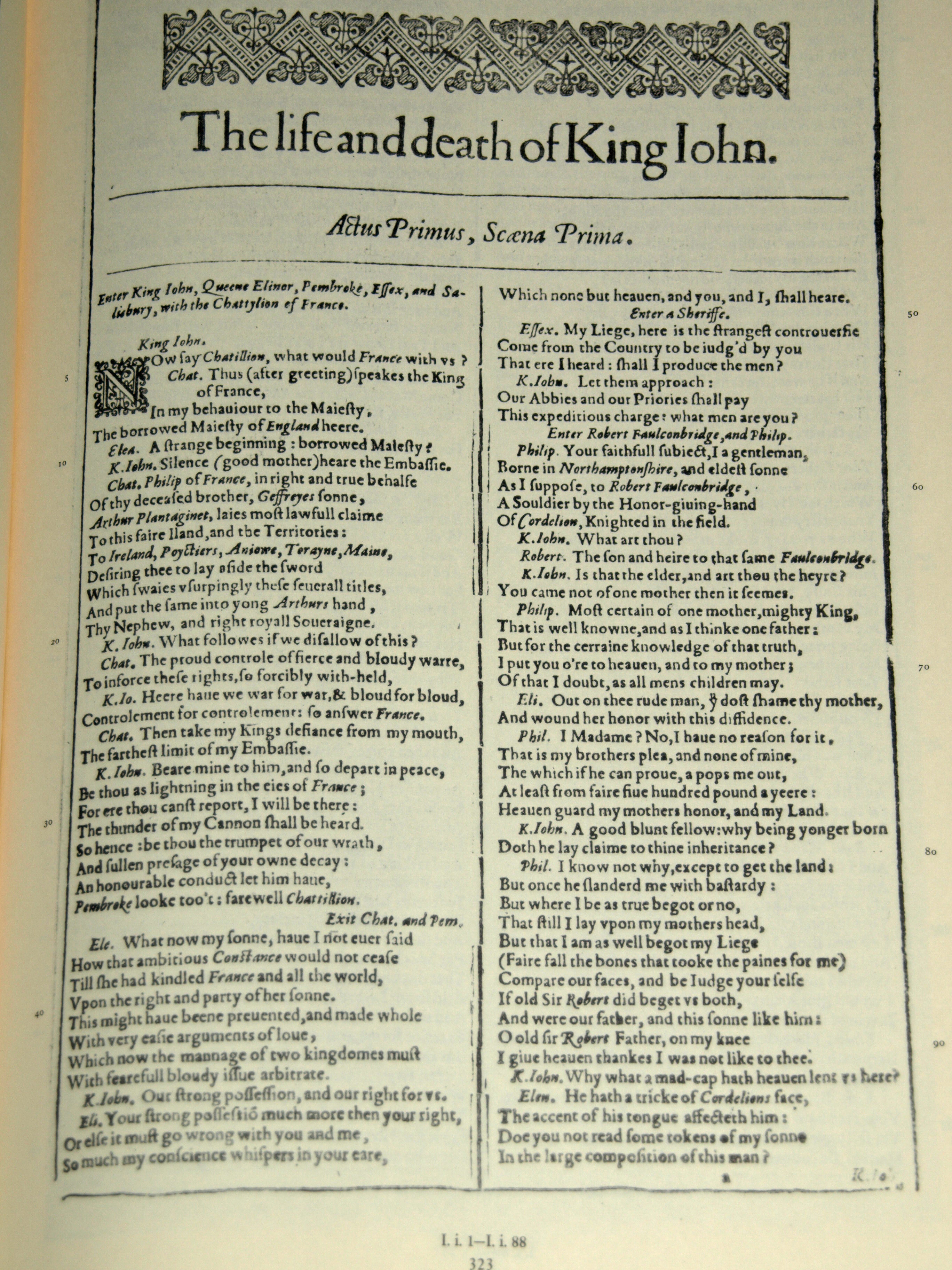
Eerste pagina van King John uit de First Folio van 1623

Koning Richard I, de vereerde 'leeuwenhart' is dood. Zijn broer John is nu koning van Engeland, maar de Fransen eisen de troon op voor zijn neef, de jonge Arthur, zoon van Johns overleden oudere broer Geoffrey. Het dispuut over de troonopvolging draait om de adellijke Falconbridge familie. Philip Falconbridge ('de bastaard') blijkt de onwettige zoon van Richard I te zijn. Eens dit ontdekt is, wordt hij geridderd als 'Sir Richard Plantagenet'. De Engelse en Franse legers ontmoeten elkaar bij de door de Engelsen verdedigde Franse stad Angers waar een hevige strijd losbarst. Een burger van Angers komt met een voorstel om de strijdende partijen te verzoenen: Lodewijk (Louis, de kroonprins van Frankrijk) moet huwen met Johns nicht Lady Blanche. Arthurs moeder is woedend dat de Fransen niet meer vechten om de rechten van haar zoon op de troon van Engeland.
John wordt door de paus geëxcommuniceerd omdat hij het niet eens is met de keuze van de paus voor de aartsbisschop van Canterbury. De pauselijke gezant stookt naar aanleiding daarvan de Fransen terug op om de strijd tegen de Engelsen te hervatten. Arthur wordt gevangengenomen. John beveelt zijn dienaar Hubert om de jongen te doden. Arthur sterft als hij na een vluchtpoging een val maakt. John besluit dan om de paus zijn zin te geven en gaat akkoord met de voorgestelde kandidaat voor de functie van aartsbisschop. Een Franse invasiemacht lijdt schipbreuk en John wordt ziek en sterft. Zijn zoon Hendrik wordt koning, maar de 'bastaard' blijft een gevaar om rekening mee te houden.
- Bibliothèque nationale de France: cb12214927g (data)
- Catàleg d'autoritats de noms i títols de Catalunya: 981058615971006706
- Gemeinsame Normdatei: 4265424-5
- Library of Congress Control Number: n84024768
- Nationale Bibliotheek van Israël: 987007520679105171
- Système universitaire de documentation: 030808774
- Virtual International Authority File: 312554675